# نظرية الحق
القانون وتطوره كانت سيادة القانون في الماضي سيادة مطلقة للحاكم، وكان القانون هو التعليمات التي يصدرها الحاكم على الأفراد وتكون قواعد مقدسة، أما في العصر الحالي فالقانون هو مجموعة القواعد المكتوبة على هيئة دستور التي تسري على الجميع بلا استثناء، بينما الحاكم هو مجرد موظف في الدولة.

## التعريف بالحق وأنواعه
ماهية الحق: تعددت المذاهب القانونية في تعريف هذه المفردة (الحق) كأساس ونظرية قانونية. 
فيرى المذهب الشخصي: وهو المعتبر أقدم المذاهب القانونية، أن الحق هو: سلطة وقدرة إرادية يعترف بها القانون للشخص في نطاق معلوم.
أما المذهب الموضوعي: فيذهب إلى أن الحق هو مصلحة مشروعة يحميها القانون.
وأما المذهب المختلط: وهو مذهب يجمع بين الاتجاهين (القدرة الإرادية والمصلحة) فهو قدرة وسلطة إرادية. ومصلحة يعترف بها القانون للشخص ويحميها. وهذه المذاهب المتقدمة هي ما حوته النظرية التقليدية القديمة. وهناك النظرية الحديثة في تعرف الحق: التي تذهب إلى أن الحق يتكون من أربعة عناصر، عنصران داخليان: (الانتماء والتسلط). وعنصران خارجيان: (ثبوت الحق في مواجهة غيره والحماية القانونية) وعند جمع هذه العناصر بعضها مع بعض، وعمل المعادلة القانونية يخرج معنى ناتج هو تعريف الحق وفق النظرية الحديثة، وهو استئثار شخص بقيمة معينة طبقاً للقانون، وهذه القيمة إما أن تكون مالية وإما أدبية أو معنوية، ولا يكون ذلك الاستئثار حقاً إلا إذا تمتع بالحماية القانونية.

## أركان الحق
- أصحاب الحق ينقسمون إلى قسمين:

1. شخص طبيعي هو الإنسان.
2. شخص اعتباري هو الشركة، المنظمة، الدولة.

- محل الحق
- مضمون الحق